# Northeast Kingdom

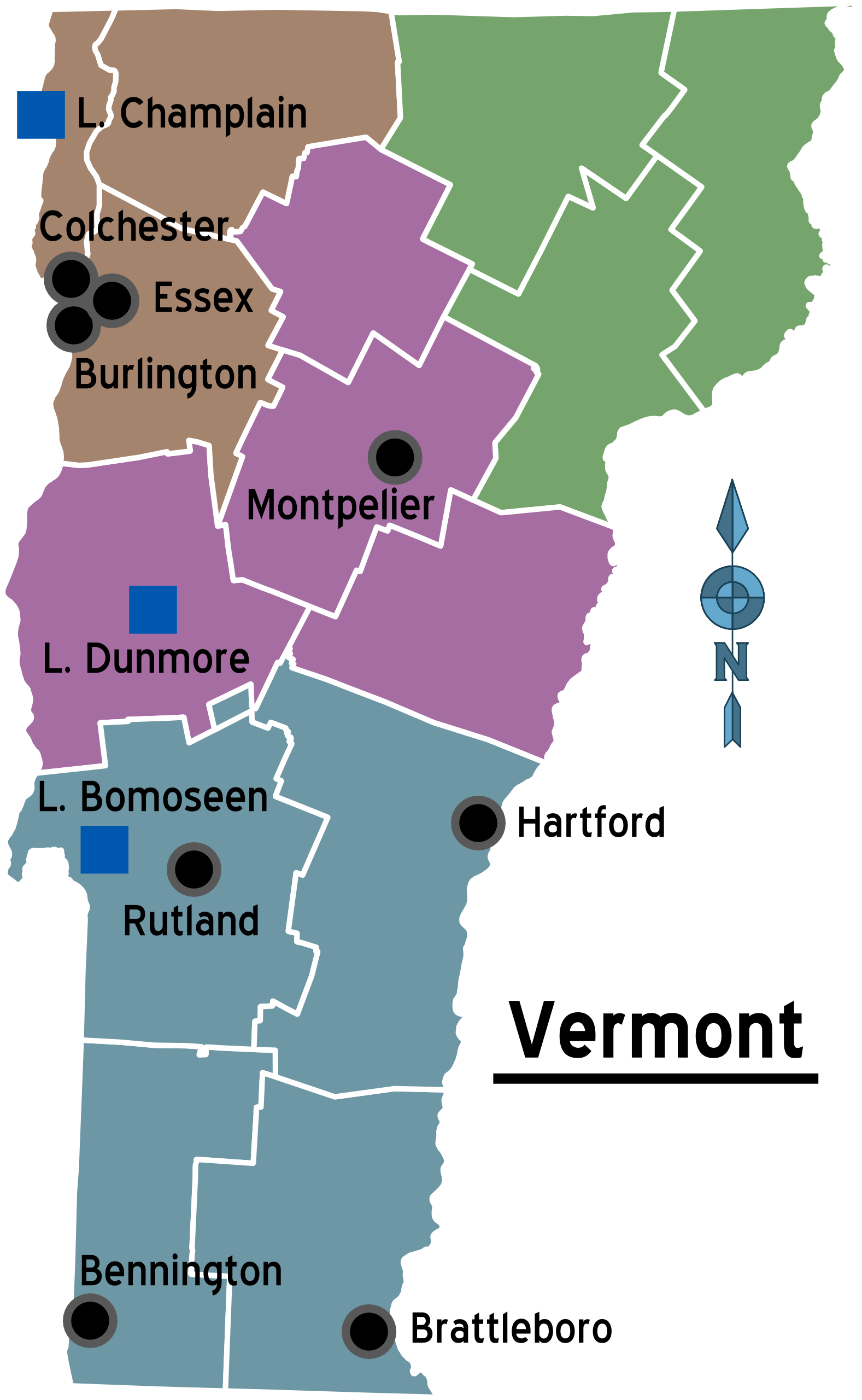
Le Northeast Kingdom regroupe les trois comtés du nord-est du Vermont (en vert).

Le Northeast Kingdom, souvent abrégé en NEK, est une région naturelle du nord-est du Vermont, aux États-Unis, regroupant les comtés de Caledonia, d'Essex et d'Orleans.

## Toponymie
L'origine du nom Northeast Kingdom (« Royaume du Nord-Est » en français) est attribué au sénateur George Aiken (en), qui aurait utilisé ce nom lors d'un meeting à Lyndonville (en). Ce nom est vite adopté par une région en manque d'identité et désireuse d'attirer touristes et entreprises,.

## Géographie

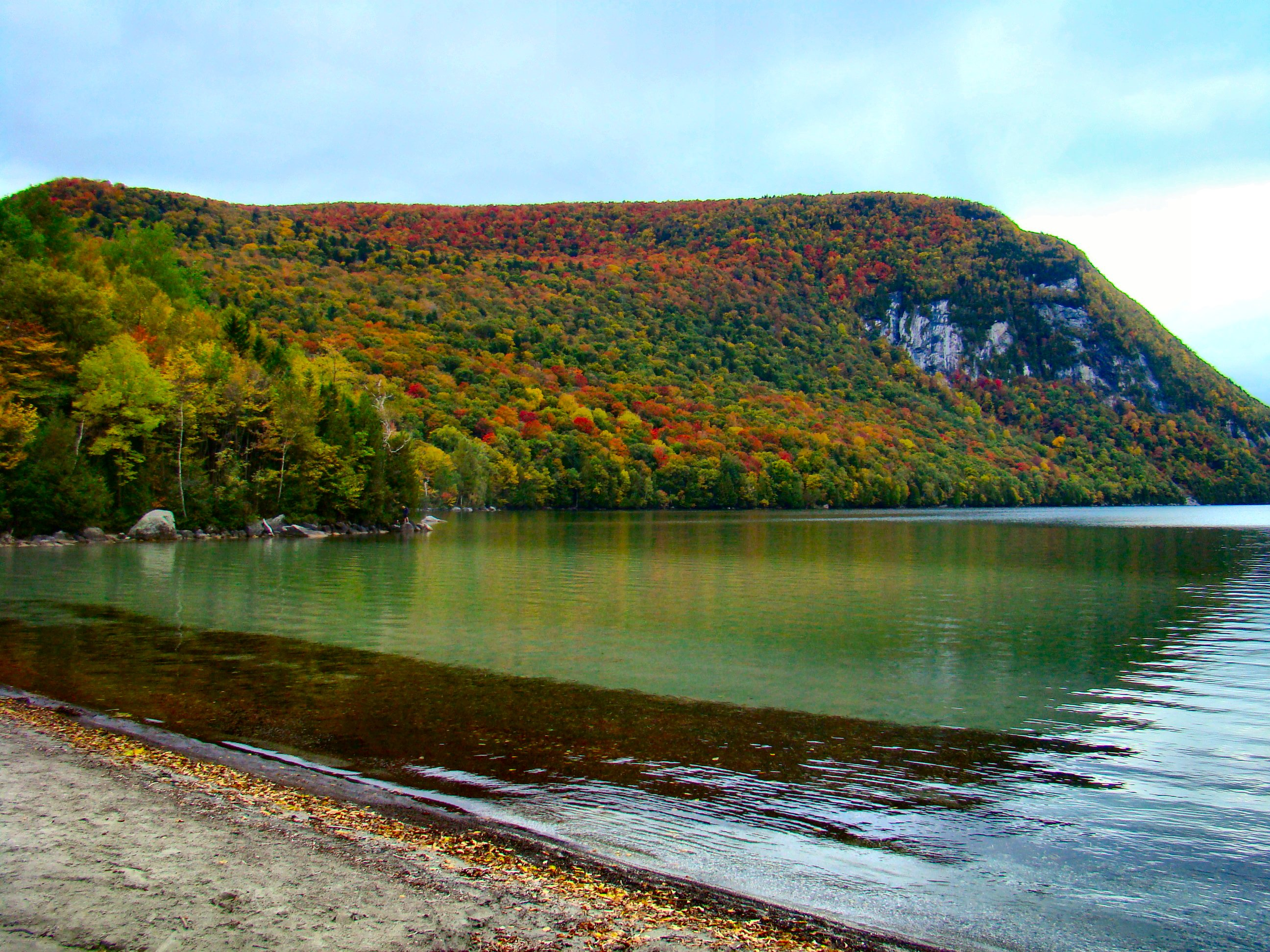
Le lac Willoughby, dans le Northeast Kingdom.

La région s'étend sur 2 054 milles carrés (5 319,84 km2), soit 21 % de la superficie totale du Vermont.
Le Northeast Kingdom est longé par le Connecticut à l'est, qui sert de frontière naturelle avec l'État voisin du New Hampshire. La région est limitrophe du Québec au nord, des comtés de Franklin, Lamoille et Washington à l'ouest et du comté d'Orange au sud.
L'ouest de la région est occupée par les montagnes Vertes, où se trouve le pic Jay, le point culminant du Northeast Kingdom à 1 176 mètres d'altitude. Le Northeast Kingdom compte de nombreux lacs et rivières. Une part importante de cette région forestière est constituée de parcs et de forêts publiques, propriété de l'État fédéral ou de l'État du Vermont,.

## Population et société

### Démographie
Selon le recensement de 2010, les trois comtés de la région comptent 64 043 habitants, soit une densité de 12 habitants par km².

### Économie
Cette région rurale a été touchée par des fermetures d'usines et par la fusion des exploitations laitières. Elle connait un taux de chômage supérieur au reste du Vermont (entre 4 et 5 % contre 3 % à l'échelle de l'État). Le tourisme est une activité importante de la région, aussi bien en été (randonnée) qu'en hiver (ski).

### Politique
Le Northeast Kingdom est traditionnellement conservateur et favorable au Parti républicain. C'est par exemple dans cette région que Donald Trump réalise ses meilleurs scores du Vermont en 2016, malgré un soutien à Barack Obama en 2008 et 2012.